# Drangey
Drangey (pilaareiland) is een eiland in het midden van de Skagafjörður fjord, die in het noorden van IJsland ligt. Het rijst met kliffen van bijna 200 meter hoog zeer steil uit zee op, en de top is slechts via een moeilijk pad omhoog te bereiken. Dragey is het restant van wat 700.000 jaar geleden eens een vulkaan is geweest, en bestaat vrijwel geheel uit tufsteen.
Drangey wordt voor het eerst genoemd in Grettirs saga, dat verhaalt over Grettir, een zeer sterk man die vele jaren als vogelvrij verklaarde over IJsland zwierf. De laatste periode van zijn leven woonde hij samen met zijn broer Illugi en een slaaf boven op het eiland, en wisten ze hun belagers ruim 3 jaar van het lijf te houden. Door een onoplettendheid van hun slaaf wisten ze toch boven te komen, en waarschijnlijk in de herfst van het jaar 1013 werden Grettir en zijn broer vermoord. Grettir lag toen eigenlijk al stervende te bed nadat hij door een vervloeking een ernstig wond had opgelopen.
Volgens een oude legende staken op een nacht twee trollen, Karl (‘’kerel’’) en Kerling (‘’oude vrouw’’), samen met een koe het fjord over toen ze door de dageraad werden verrast. Toen ze aan het daglicht werden blootgesteld, versteenden ze. Drangey is de versteende koe, Kerling (de vrouwelijke trol) is nu een eilandje ten zuiden ervan. In vroeger tijden lag Karl als een eilandje ten noorden van Drangey, maar het is al geruime tijd in de golven verdwenen.
Op Drangey nestelen vele vogelsoorten, waaronder alken, Noordse stormvogels en papegaaiduikers. Daarnaast komen er meerdere meeuwen voor, zoals de drieteenmeeuw. Bovendien is het een schuil- en broedplaats voor minder voor de hand liggende vogelsoorten, zoals voor raven en valken.
Drangey werd vroeger voornamelijk gebruikt om schapen te houden en om hooi vanaf te halen. Daarnaast werden in het voorjaar eieren geraapt en jonge vogels gevangen om in de pot gestopt te worden, in het zeldzame geval tot 200.000 stuks aan toe!. In vroeger tijden werd Drangey dan ook wel de "provisiekast van de bewoners van Skagafjörður" genoemd. Er zijn schamele restanten van bewoning te vinden.